# Người Nam Việt

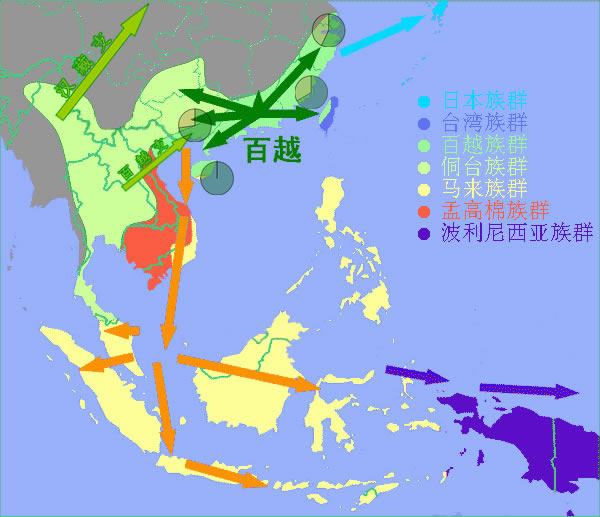
Bản đồ các chuyến di cư của người Bách Việt ở vùng Lĩnh Nam, phạm vi phân bố từ nơi phát sinh tộc Bách Việt tản ra nhiều hướng.

Người Nam Việt (chữ Hán: 南越族 hoặc 南越人; Hán-Việt: Nam Việt tộc hoặc Nam Việt nhân) là tập hợp các dân tộc là chủ nhân của vùng đất Lĩnh Nam thời cổ. Họ là những người bản địa thuộc đại chủng Á. Người Trung Quốc cổ đại đã phân chia những tộc người xung quanh theo hướng la bàn, gọi những tộc người này là Đông Di, Bắc Địch, Tây Nhung và Nam Man (gộp chung thành Tứ Di). Ám chỉ người Nam Việt là người Việt cổ đại ở phương Nam, gọi chung là Bách Việt.